# Macklot-vízipiton
A Macklot-vízipiton (Liasis mackloti) a hüllők (Reptilia) osztályának pikkelyes hüllők (Squamata) rendjébe, ezen belül a pitonfélék (Pythonidae) családjába tartozó faj.

## Előfordulása
A Macklot-vízipiton Indonéziában és Kelet-Timoron fordul elő.

## Alfajai
- Liasis mackloti mackloti Duméril & Bibron, 1844[2]
- Liasis mackloti savuensis Brongersma, 1956

## Megjelenése
Ez a pitonfaj 213 centiméteresre, vagy ennél is nagyobbra nőhet meg. Színezete a feketés-barnától zöldig változik. Oldalai sárgásak, hasi része fehér, sárga vagy fekete pettyekkel. A szája körüli pikkelyek világosabbak, mint a fején levő pikkelyek.

## Viselkedése
Habár nem mérgező faj, a Macklot-vízipitont könnyen fel lehet hergelni. A fogságban tartott példányok is könnyen szaporodnak.

## Képek

A bristoli
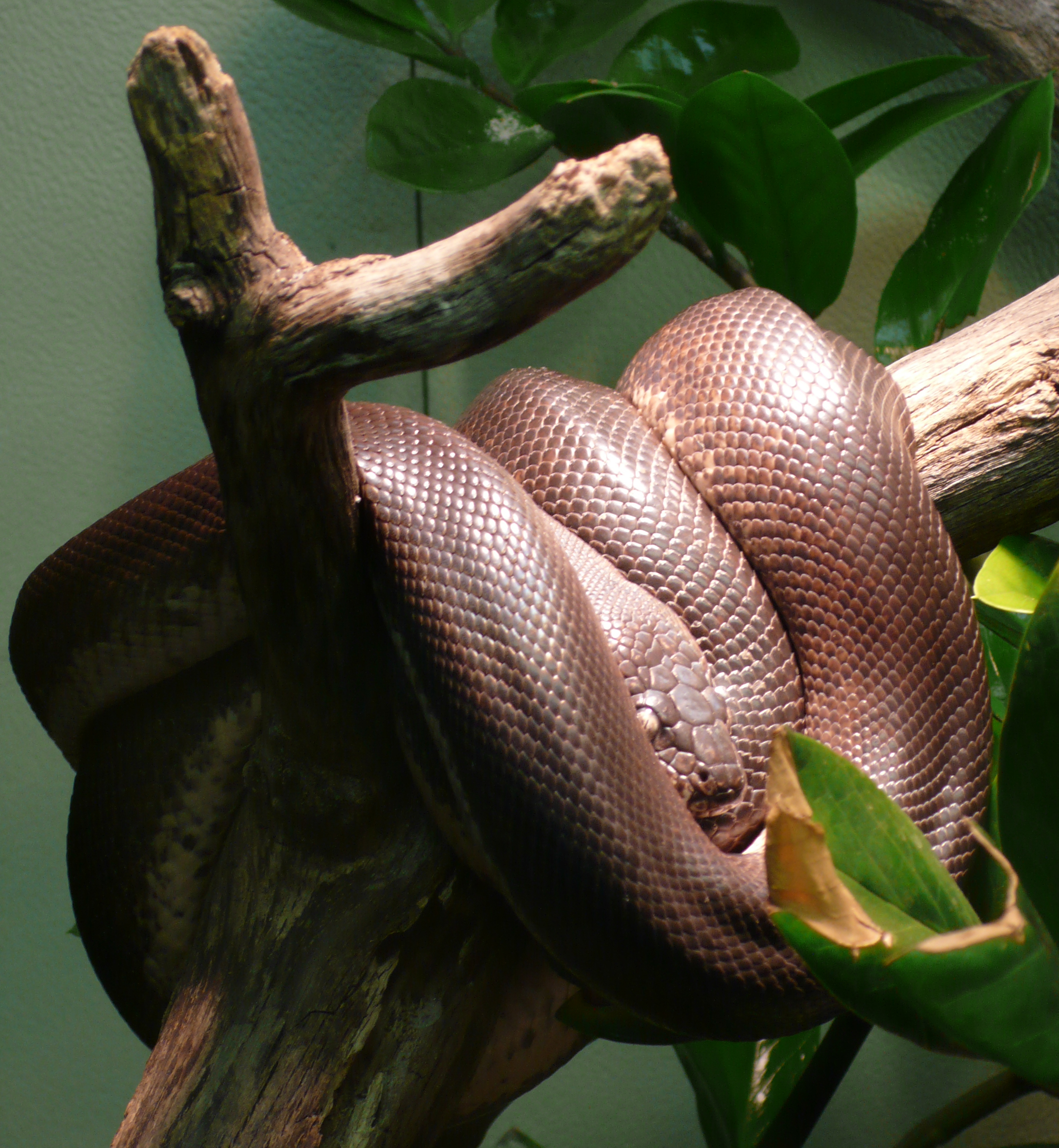
és
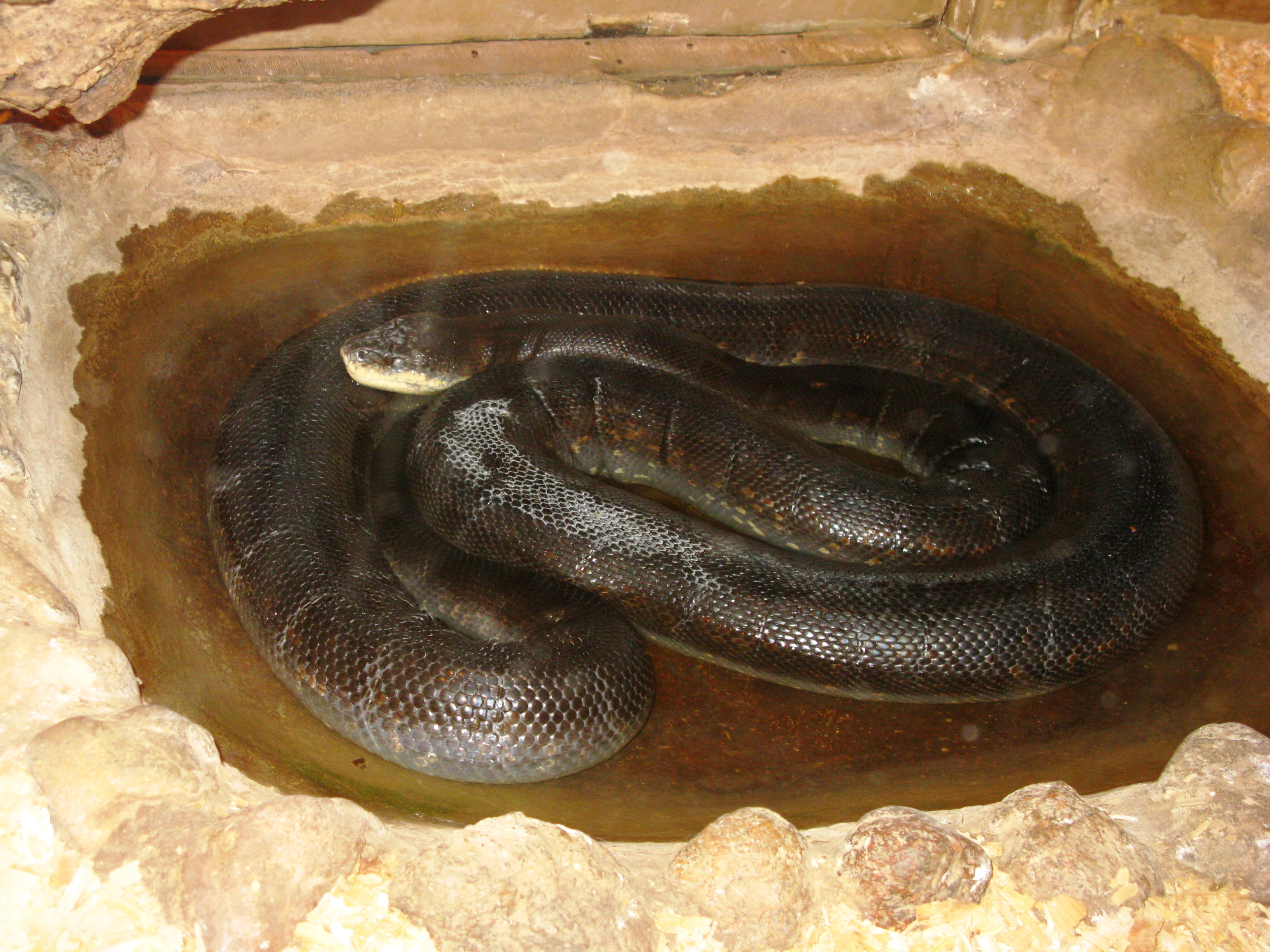
egyéb
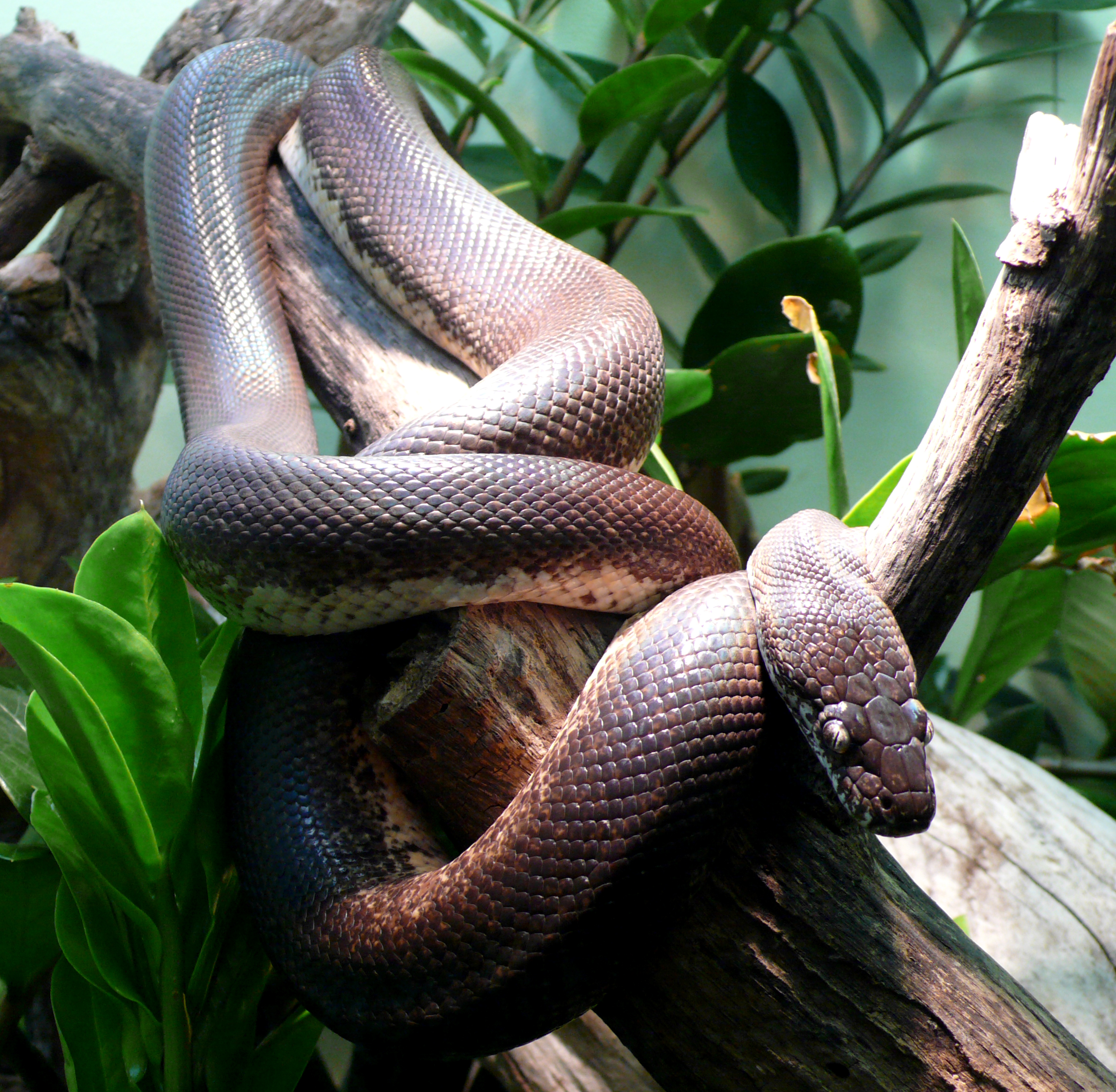
állatkertekben
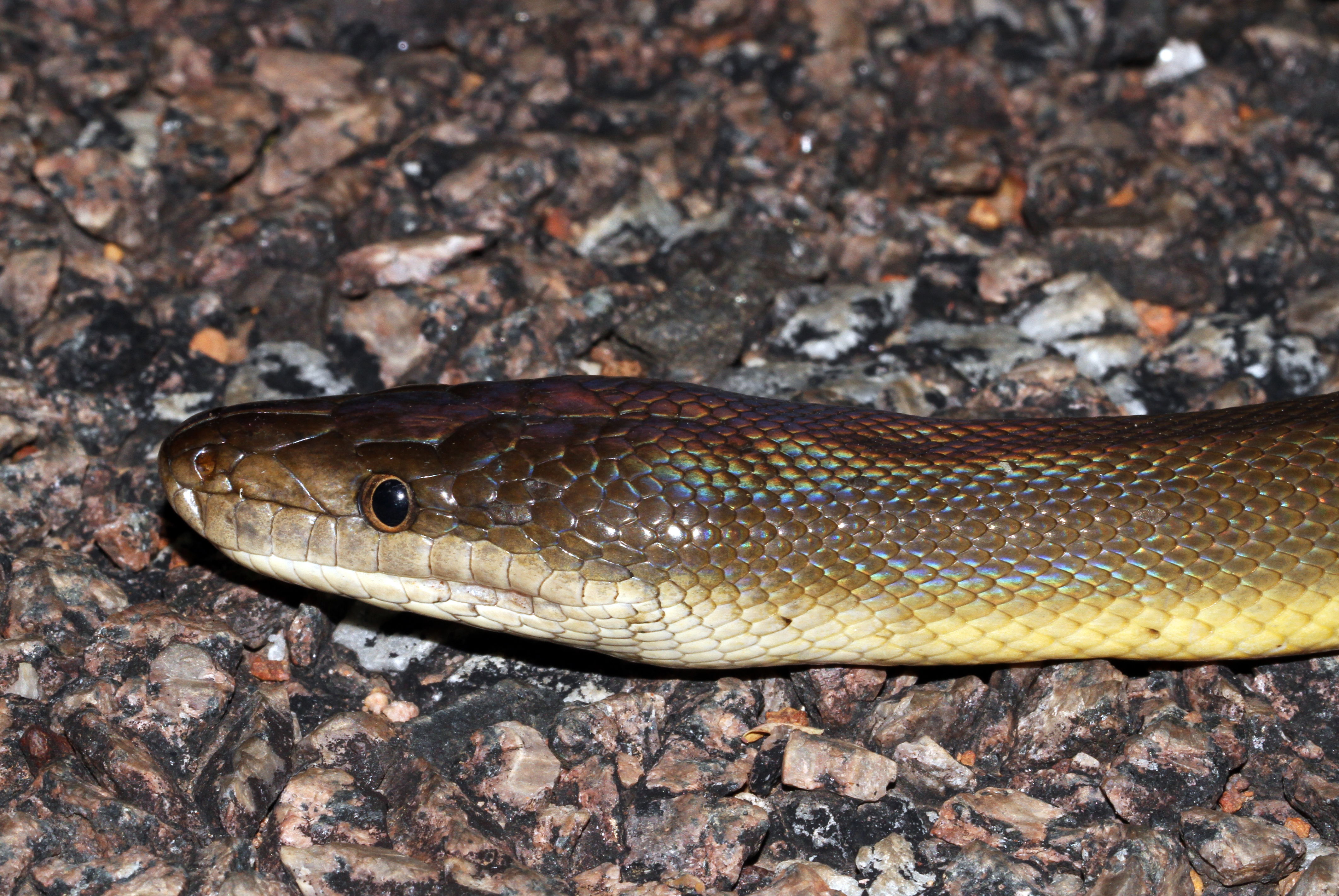
Portré
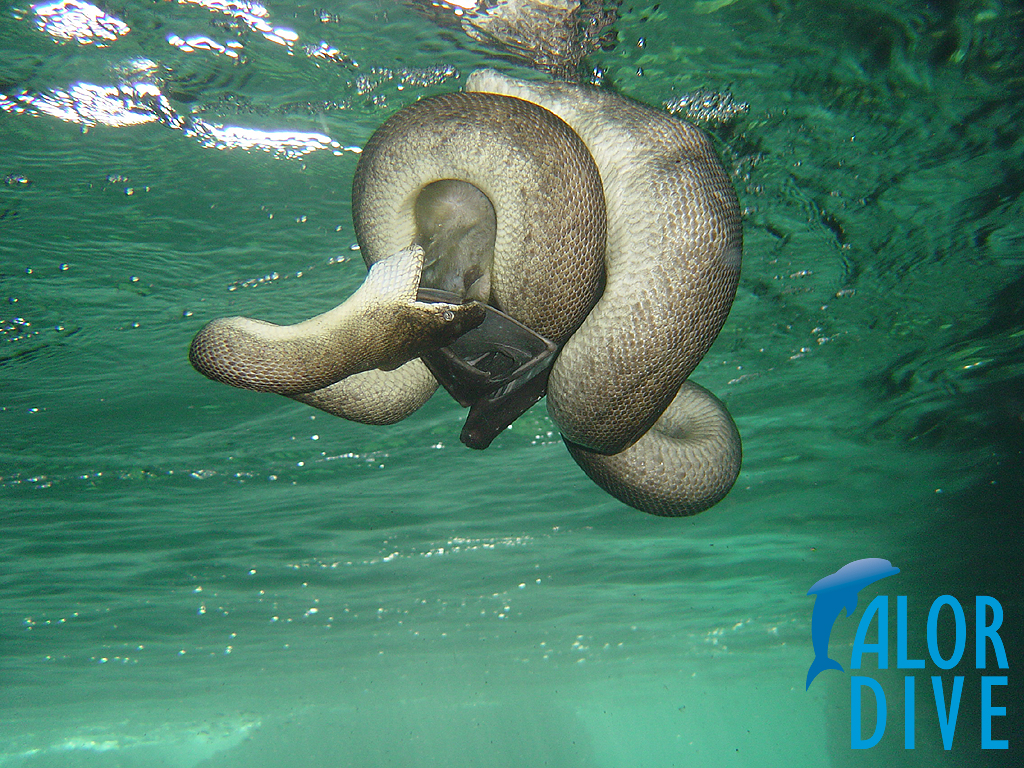
A vízben

### Fordítás
- Ez a szócikk részben vagy egészben  a   Liasis mackloti című angol Wikipédia-szócikk ezen változatának fordításán alapul.  Az eredeti cikk szerkesztőit annak laptörténete sorolja fel. Ez a jelzés csupán a megfogalmazás eredetét és a szerzői jogokat jelzi, nem szolgál a cikkben szereplő információk forrásmegjelöléseként.